# Mbombreu
Mbombreu est un village localisé dans la commune de Bangangté à l'Ouest du Cameroun.

## Population
Selon le recensement de 2005, la population de Mbombreu est de 101 personnes.